# Escut de Vilamalur
L'escut de Vilamalur és el símbol representatiu oficial de Vilamalur, municipi del País Valencià, a la comarca de l'Alt Millars. Té el següent blasonament:
| « | Escut quadrilong de punta redona. En camp d'argent, un xiprer de sinople i al peu d'aquest un lleó de sable ajagut. Per timbre corona reial oberta. | » |

## Història
L'escut s'aprovà per Resolució de 2 d'octubre de 2001, del conseller de Justícia i Administracions Públiques, publicada en el DOGV núm. 4.117, de 30 d'octubre de 2001.
L'escut del municipi, d'origen i significació incerts, és l'emprat tradicionalment per l'Ajuntament des de finals del segle xix.